# ژتیسو (شرکت هواپیمایی)
ژتیسو (به انگلیسی: Zhetysu) یک شرکت هواپیمایی است که در تاریخ ۱۹۹۴ میلادی تأسیس شده است. دفتر مرکزی ژتیسو در تالدیقورغان، قزاقستان واقع شده‌است و قطب این شرکت هواپیمایی در فرودگاه تالدیقورغان قرار دارد و به ۲ مقصد، پرواز مستقیم انجام می‌دهد.